# Osso quadradojugal
Quadradojugal (Ossa quadratojugale) é um pequeno osso do crânio presente em anfíbios, répteis e aves. Nas aves é menos desenvolvido e junto com o osso jugal forma o arco jugal. O osso foi perdido nos mamíferos.